# Grong
Grong (en sami meridional, Kråangke) es un municipio situado en la provincia de Trøndelag, en Noruega. Tiene una población estimada, a inicios de 2023, de 2296 habitantes.
La capital municipal es el pueblo de Medjå, a veces también llamado Grong. Otros pueblos en el municipio son Bergsmoen, Formofoss, Gartland y Harran.
El nombre probablemente proviene del nórdico granungar, una posible derivación del nombre del árbol "abeto".
Fue creado como formannskapsdistrikt en 1838. En 1901 se separó de su término el municipio de Høylandet. En 1923 se separaron también de Grong los municipios de Røyrvik, Namsskogan y Harran, si bien este último volvió a integrarse en Grong en 1964.
Se ubica sobre la carretera E6 a su paso al este de Namsos, en el distrito tradicional del Namdalen.